# Carlo IX (film)
Carlo IX è un cortometraggio muto italiano del 1910 diretto da Giuseppe De Liguoro.